# Edmond Fleg
Edmond Fleg (Genève, 26 november 1874 - Parijs, 15 oktober 1963) was een Zwitsers-Frans schrijver.

## Biografie

### Afkomst en opleiding
Edmond Fleg was van joodse afkomst. Hij was een zoon van Maurice Flegenheimer, die handelaar was, en van Clara Nordmann. Hij was een neef van Julien Flegenheimer. Na zijn schooltijd in Genève studeerde hij vanaf 1892 in Parijs, eerst aan de Sorbonne en later aan de hogere normaalschool. In 1899 agregeerde hij in de Duitse taal. In 1920 naturaliseerde hij tot Fransman.

### Carrière
Van 1904 tot 1920 was Fleg een succesauteur. De onrust rond de Dreyfusaffaire, zijn deelname aan het derde zionistische congres in Bazel en de verhalen over pogroms hadden echter invloed op zijn literaire richting. Van 1913 tot 1948 verscheen Ecoute, Israël en van 1923 tot 1951 Anthologie juive. In 1928 publiceerde hij Pourquoi je suis juif. In 1949 was hij een van de grondleggers van de Amitié judéo-chrétienne de France. Ten slotte leverde Vers le Monde qui vient zijn boodschap van messiaanse hoop (1960). Zijn werk probeert bruggen te bouwen met het christendom.
- Bibsys: 4039930
- Biblioteca Nacional de España: XX1090161
- Bibliothèque nationale de France: cb119028983 (data)
- Catàleg d'autoritats de noms i títols de Catalunya: 981058527148306706
- CiNii: DA11959334
- Gemeinsame Normdatei: 118533843
- Historisch woordenboek van Zwitserland: 027841
- International Standard Name Identifier: 0000 0001 1767 7593
- Library of Congress Control Number: n50004061
- MusicBrainz: 88ed149f-583c-4867-a959-285a613d5879
- Nationale Bibliotheek van Tsjechië: zmp2012727445
- Nationale bibliotheek van Australië: 35088590
- Nationale Bibliotheek van Israël: 987007261251805171
- Nationale Bibliotheek van Polen: a0000002113110
- Nederlandse Thesaurus van Auteursnamen: 070238839
- Réseau des bibliothèques de Suisse occidentale: 02-A003247488
- Istituto Centrale per il Catalogo Unico: TO0V076389
- LIBRIS: 53538
- Système universitaire de documentation: 026866595
- Trove: 823109
- Virtual International Authority File: 66467196
- WorldCat: E39PBJgmHy9gFdbFbXtyJ4hrbd